# Kuala Baru
Kuala Baru (indonez. Kecamatan Kuala Baru) – kecamatan w kabupatenie Aceh Singkil w okręgu specjalnym Aceh w Indonezji.
Kecamatan ten znajduje się w północnej części Sumatry, nad Oceanem Indyjskim. Od północnego zachodu graniczy z kabupatenem Aceh Selatan, od północy z kecamatanem Kota Baharu, a od wschodu z kecamatanem Singkil.
W 2019 roku kecamatan ten zamieszkiwały 2212 osoby, z których wszystkie stanowiły ludność miejską. Mężczyzn było 1113, a kobiet 1099. W 2010 roku wszyscy mieszkańcy wyznawali islam.
Znajdują się tutaj miejscowości: Kayu Menang, Kuala Baru Laut, Kuala Baru Sungai i Suka Jaya.